# أبشر بالسعد (مسلسل)
أبشر بالسعد، مسلسل كويتي، من تأليف وإخراج نايف الراشد. شارك في المسلسل عددًا من الفنانين منهم: مريم الصالح، وحسين المنصور، ونايف الراشد، وعبير أحمد وريم ارحمة وطيف.

## ملخص القصة
تدور الأحداث في إطار درامي حول (سعد) المحامي الذي يستغل حاجة الناس إلى العدل أو الانتقام في وقت لم يعد فيه الصبر والعفو وسيلة لفض النزاعات بين أفراد العائلة، وأصبح اللجوء إلى القضاء في كل صغيرة وكبيرة أسهل وسيلة.

## البطولة
- نايف الراشد بدور «سعد».
- مريم الصالح بدور «أم بدر».
- حسين المنصور بدور «بدر».
- عبير أحمد بدور «أمينة».
- ريم ارحمة بدور «هديل».
- طيف بدور «أم هديل».
- محمد الشعيبي بدور «بشار».
- رندا حجاج بدور «ابتسام».
- سارة القبندي بدور «شهد».
- زينة المهدي بدور «ليلى».
- شهاب حاجية.
- عماد العكاري.
- ياسر العماري.
- منال الجار الله.
- فاطمة المرزوق.
- زمن عبد الله.
- بيهانا بدور «شيرين».
- محمد أشكناني.